# Ole Botved
Ole Botved, född 1925, död 1 september 1985, var en dansk seglare och fritidsbåtsfabrikant.
Ole Botved var son till flygofficeren och senare företagaren Anders Peter Botved. Han var i unga år seglare med tävlingsframgångar i Snipeklassen, med bland annat en bronsmedalj vid världsmästerskap i Kuba 1949. Han började 1951 båttillverkning av snipor i plywood i blygsam omfattning. Han grundade Botved Boats, som under 1970-talet var framgångsrikt i att tillverka och exportera Coronet fritidsmotorbåtar. 
Ole Botved blev känd för att i juli 1958 tillsammans med den amerikanske båtkonstruktören James R. Wynne och den svenske sjökaptenen Sven-Erik Örjangård (1921–2006) under elva dagar korsa Atlanten med en 22-fots prototyp till Coronet 21 Explorer. Båten var utrustad med två Johnson Super Sea-Horse V4 utombordsmotorer och fyllde på bränsle från Thordénrederiets lastfartyg Clary Thordén, som den också tillfälligt lastades ombord på när det stormade.